# Vincenzo Santoruvo
Vincenzo Santoruvo (Bitonto, 8 giugno 1978) è un allenatore di calcio ed ex calciatore italiano, di ruolo attaccante, tecnico del Matera Cds.

## Carriera
Inizia la carriera nell'A.S.D. Olimpia, società giovanile di Bitonto per poi passare nel 1993 nel Molfetta in Serie C2 e successivamente in Serie D collezionando 23 presenze e un gol. Nel 1996 fu acquistato dalla Fidelis Andria in Serie C1. Nella stagione 1997/1998 viene girato in prestito in serie D al Rutigliano.
Nel 1998 viene dato in prestito all'Acireale in Serie C1 e colleziona quattordici presenze ma nessun gol. Nel 1999 ritorna alla Fidelis Andria e ci resta fino al 2001, collezionando 29 presenze e 3 gol. A quel punto l'Andria lo cede alla Viterbese sempre in Serie C1 dove in 3 anni colleziona 100 presenze e 19 gol.
Nel 2004 viene acquistato dal Bari e, come prima punta, segna 39 reti in 142 incontri. Con l'arrivo di Antonio Conte termina la sua parentesi barese, in quanto dopo dissidi con l'allenatore viene messo fuori rosa.
Viene acquistato dal Frosinone per la stagione 2008-2009. Con la maglia canarina, nel suo primo anno, colleziona 17 presenze mettendo a segno due marcature (contro Parma e Livorno). La sua stagione è condizionata da un infortunio ad un ginocchio, maturato durante una sfida di campionato contro il Modena. Nella stagione successiva giunge in doppia cifra contribuendo alla salvezza frusinate, segnando anche un gol contro il Grosseto. Il 28 giugno 2013 rescinde con la squadra gialloazzurra.
A seguito della squalifica legato allo scandalo del calcioscommesse si ritira dal calcio e inizia i corsi per diventare osservatore

### Allenatore
Inizia ad allenare nelle giovanili del Frosinone

#### Viterbese
Nell'estate del 2022 assume la guida della formazione primavera della Viterbese, incarico che ricopre sino a novembre dello stesso anno, quando è promosso vice allenatore della prima squadra gialloblù.

#### Ascoli Giovanile e Bitonto
Nell' estate 2023 si accorda con i marchigiani dell'Ascoli, per guidare la formazione primavera , ma a seguito della protesta dei tifosi marchigiani per il suo vecchio coinvolgimento nel filone del Calcioscommesse, la società decide di non tesserarlo più.Nel novembre seguente si accasa al Bitonto, squadra della sua città, in Serie D, dove insieme a Francesco Modesto subentrano all' esonerato Valeriano Loseto. Il 21 marzo 2024, dopo non essere riuscito a sollevare le sorti della squadra, viene esonerato e la compagine neroverde affidata momentaneamente al solo Modesto.

##### Matera Città dei Sassi
Ad agosto 2025 il Matera Città dei Sassi, squadra dell' Eccellenza lucana, comunica di avergli affidato la guida tecnica della prima squadra.

## Controversie
L'8 maggio 2012, in seguito allo scandalo del calcioscommesse viene deferito dalla Procura federale della FIGC.
Il 1º giugno il procuratore federale Stefano Palazzi richiede per lui tre anni di squalifica.
Il 18 giugno in primo grado la Commissione Disciplinare della FIGC lo condanna a una squalifica di 6 giornate effettive di gara da scontarsi nella stagione agonistica 2012/2013 per violazione dell'art. 1, comma 1, CGS, così qualificati i fatti a lui addebitati in relazione alla gara Frosinone-Grosseto del 15 maggio 2010.
Ag agosto viene iscritto, insieme ad altri suoi ex compagni del Bari, nel registro degli indagati dalla Procura di Bari per frode sportiva in riguardo ad alcune partite del Bari truccate in passato.
Il 16 luglio 2013, il calciatore viene condannato in primo grado dalla Commissione Disciplinare Nazionale della FIGC a 3 anni e 6 mesi di squalifica, confermati, poi, anche in appello.
Il 3 luglio 2014, il TNAS gli conferma la squalifica di 3 anni e 6 mesi.
Il 30 maggio 2016, in relazione alla partita Bari-Treviso 0-1 del 2007-2008, viene condannato a 8 mesi di reclusione e 8.000 euro di multa con pena sospesa nel processo penale a Bari perché insieme ad altri 7 compagni avrebbe intascato soldi per perdere la partita.

## Statistiche

### Presenze e reti nei club
| Stagione         | Squadra          | Campionato       | Campionato | Campionato | Coppe nazionali | Coppe nazionali | Coppe nazionali | Coppe continentali | Coppe continentali | Coppe continentali | Altre coppe | Altre coppe | Altre coppe | Totale | Totale |
| Stagione         | Squadra          | Comp             | Pres       | Reti       | Comp            | Pres            | Reti            | Comp               | Pres               | Reti               | Comp        | Pres        | Reti        | Pres   | Reti   |
| ---------------- | ---------------- | ---------------- | ---------- | ---------- | --------------- | --------------- | --------------- | ------------------ | ------------------ | ------------------ | ----------- | ----------- | ----------- | ------ | ------ |
| 2004-2005        | Bari             | B                | 38         | 10         | CI              | 2               | 0               | -                  | -                  | -                  | -           | -           | -           | 40     | 10     |
| 2005-2006        | Bari             | B                | 40         | 11         | CI              | 5               | 1               | -                  | -                  | -                  | -           | -           | -           | 45     | 12     |
| 2006-2007        | Bari             | B                | 30         | 9          | CI              | 1               | 0               | -                  | -                  | -                  | -           | -           | -           | 31     | 9      |
| 2007-2008        | Bari             | B                | 36         | 9          | CI              | 3               | 1               | -                  | -                  | -                  | -           | -           | -           | 39     | 10     |
| Totale Bari      | Totale Bari      | Totale Bari      | 144        | 39         |                 | 10              | 2               |                    | -                  | -                  |             | -           | -           | 154    | 41     |
| 2008-2009        | Frosinone        | B                | 17         | 2          | CI              | 1               | 0               | -                  | -                  | -                  | -           | -           | -           | 18     | 2      |
| 2009-2010        | Frosinone        | B                | 37         | 13         | CI              | 3               | 0               | -                  | -                  | -                  | -           | -           | -           | 40     | 13     |
| 2010-2011        | Frosinone        | B                | 23         | 5          | CI              | 1               | 0               | -                  | -                  | -                  | -           | -           | -           | 24     | 0      |
| 2011-2012        | Frosinone        | 1D               | 18         | 6          | CI+CI-LP        | 0               | 0               | -                  | -                  | -                  | -           | -           | -           | 18     | 6      |
| 2012-2013        | Frosinone        | 1D               | 19         | 4          | CI+CI-LP        | 0+1             | 0               | -                  | -                  | -                  | -           | -           | -           | 20     | 4      |
| Totale Frosinone | Totale Frosinone | Totale Frosinone | 114        | 30         |                 | 6               | 0               |                    | -                  | -                  |             | -           | -           | 120    | 30     |
| Totale carriera  | Totale carriera  | Totale carriera  | 258        | 69         |                 | 16              | 2               |                    | -                  | -                  |             | -           | -           | 274    | 71     |

### Statistiche da allenatore
Statistiche aggiornate al 17 marzo 2024.
| Stagione        | Squadra         | Campionato      | Campionato | Campionato | Campionato | Campionato | Coppe nazionali | Coppe nazionali | Coppe nazionali | Coppe nazionali | Coppe nazionali | Coppe continentali | Coppe continentali | Coppe continentali | Coppe continentali | Coppe continentali | Altre coppe | Altre coppe | Altre coppe | Altre coppe | Altre coppe | Totale | Totale | Totale | Totale | % Vittorie | Piazzamento |
| Stagione        | Squadra         | Comp            | G          | V          | N          | P          | Comp            | G               | V               | N               | P               | Comp               | G                  | V                  | N                  | P                  | Comp        | G           | V           | N           | P           | G      | V      | N      | P      | %          | Piazzamento |
| --------------- | --------------- | --------------- | ---------- | ---------- | ---------- | ---------- | --------------- | --------------- | --------------- | --------------- | --------------- | ------------------ | ------------------ | ------------------ | ------------------ | ------------------ | ----------- | ----------- | ----------- | ----------- | ----------- | ------ | ------ | ------ | ------ | ---------- | ----------- |
| 2023-2024       | Bitonto         | D               | 17         | 3          | 7          | 7          | CI-D            | -               | -               | -               | -               | -                  | -                  | -                  | -                  | -                  | -           | -           | -           | -           | -           | 17     | 3      | 7      | 7      | 17,65      | Sub., Eson. |
| Totale carriera | Totale carriera | Totale carriera | 17         | 3          | 7          | 7          |                 | -               | -               | -               | -               |                    | -                  | -                  | -                  | -                  |             | -           | -           | -           | -           | 17     | 3      | 7      | 7      | 17,65      |             |

## Palmarès
- Serie C1: 1

Fidelis Andria: 1996-1997 (girone B)